# Nimba Kwado FC
Der Nimba Kwado  Football Club ist ein liberianischer Fußballverein. Beheimatet ist der Verein in Sanniquellie in der Verwaltungsregion Nimba County. Aktuell spielt der Klub in der ab der Saison 2024/25 in der zweiten Liga des Landes, der Second Division.

## Geschichte
Der Verein wurde 1963 als Sadina Football Club gegründet. Am 14. April 2016 wurde der Verein in Nimba Kwado Football Club umbenannt.

## Stadion
Der Verein trägt seine Heimspiele im North Star Sports Stadium in Mount Barclay in der Verwaltungsregion Montserrado County aus. Das Stadion hat ein Fassungsvermögen von 1000 Personen.